# Haematopota algira
Haematopota algira är en tvåvingeart som först beskrevs av Krober 1922.  Haematopota algira ingår i släktet Haematopota och familjen bromsar.
Artens utbredningsområde är Algeriet. Inga underarter finns listade i Catalogue of Life.